# Akatsuki no Yona
Akatsuki no Yona (暁のヨナ, Akatsuki no Yona; "Yona do Alvorecer"), também conhecido como Akatsuki no Yona -The girl standing in the blush of dawn (A garota no rubor da aurora) é um mangá shōjo japonês escrito e ilustrado por Mizuho Kusanagi, sendo publicado pela revista Hana to Yume desde Agosto de 2009.
Uma adaptação em anime feita pelo Studio Pierrot foi ao ar entre 7 de outubro de 2014 e 24 de março de 2015, com o elenco de voz da adaptação do CD drama e com novos membros do elenco. A temporada de 24 episódios é distribuída no Brasil pelo serviço de streaming Crunchyroll. Em 2015 e 2016, no Japão, também foram lançados 3 OVAs.
Em 2023 o mangá foi licenciado no Brasil pela Editora JBC em formato BIG (equivalente a dois tankōbons japoneses) sob o título de "Yona - A Princesa do Alvorecer".

## Premissa
Yona é a única princesa do reino de Kouka e vive uma vida luxuosa e sem preocupações dentro do palácio Hiryuu. Mas tudo muda no seu aniversário de 16 anos ao presenciar o assassinato de seu querido e pacífico pai pelas mãos de seu primo Soo-won, que sempre foi gentil e por quem Yona sempre foi apaixonada. Com ajuda de seu guarda-costas e amigo de infância Hak, Yona é obrigada a fugir do castelo.
Para ajudá-los em sua sobrevivência, Yona e Hak partem em busca dos lendários guerreiros dragões. Segundo conta a lenda, o reino foi fundado pelo Rei Dragão Escarlate, que veio à Terra como humano e, ao ter de enfrentar uma guerra, teve ajuda de quatro guerreiros que receberam o sangue dos dragões e juraram lealdade ao rei, cujo cabelo vermelho era igual ao de Yona. Enquanto percorre o reino a princesa presencia as dificuldades de seu povo e considera sua responsabilidade salvá-lo.

## Músicas
Temas de abertura:[carece de fontes?]
1. "Akatsuki no Yona" (暁のヨナ; Yona do Alvorecer) por Kunihiko Ryo (eps 1-14)
2. "Akatsuki no Hana" (暁の華; Flor do Alvorecer) por Cyntia (eps 15-24)

Temas de encerramento:
1. "Yoru" (夜; Noite) por Vistlip (eps 1-14)
2. "Akatsuki" (暁; Alvorecer) por Akiko Shikata (eps 15-24)